# The Beach Boys

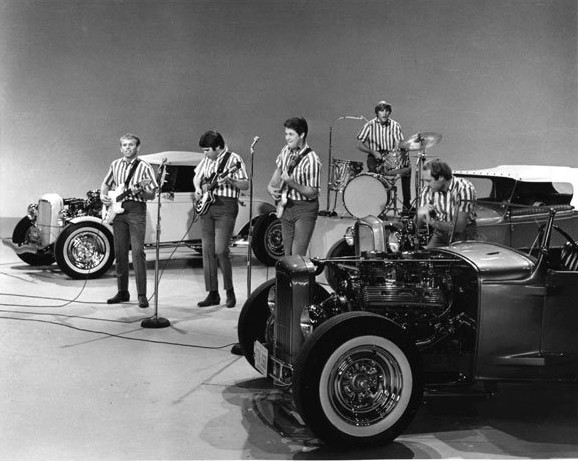
The Beach Boys w 1964

The Beach Boys – amerykańska grupa rockowa grająca surf rock, progressive pop, psychedelic pop, sunshine pop, baroque pop, pop-rock, rock and roll.
Wydała m.in. płytę Pet Sounds, która była jedną z najważniejszych płyt koncepcyjnych w historii obok Are You Experienced Jimiego Hendriksa i Sgt. Pepper’s Lonely Hearts Club Band The Beatles. Utwór „God Only Knows” z tego albumu został w 2004 sklasyfikowany na 25. miejscu listy 500 utworów wszech czasów magazynu Rolling Stone. Po wydaniu Pet Sounds pojawiło się Good Vibrations. Brian Wilson rozpoczął wtedy pracę nad SMiLE, które miało być jego opus magnum. Jednak około wiosny/lata roku 1967 (Capitol już zdążył wydrukować 500 tys. okładek dla SMiLE) okazało się, że Brian nigdy nie ukończył swojego dzieła, a jedynie nabawił się załamania nerwowego. Jak sam przyznał w dokumencie „Beautiful Dreamer” były trzy powody, dla których SMiLE nie zostało ukończone: 1) Uważał utwór Fire (Mrs. O’leary’s Cow) za straszny i złowrogi, 2) Mike Love sabotował projekt, 3) SMiLE według Wilsona było zbyt eksperymentalne, uważał, że ludzie nie są gotowi na tę płytę. Powszechnie uznaje się, że po roku 1967 Beach Boys już nigdy nie powrócili do dawnej formy, a za ich ostatni ważny i kończący pewną erę album uznaje się Surf’s Up.
Grupa powracała do życia jeszcze kilkakrotnie, pozostając już tylko reliktem swej epoki. Jedynym nadal występującym pod nazwą The Beach Boys członkiem oryginalnego składu jest wokalista Mike Love któremu towarzyszy Bruce Johnston i grupa stale zmieniających się młodych muzyków.
Począwszy od 1988 roku Brian Wilson prowadził udaną karierę solową. W roku 2004 ukończył i wydał album Smile, który okazał się dużym sukcesem. W roku 1988 The Beach Boys zostali wprowadzeni do Rock and Roll Hall of Fame.

## Skład
- Brian Wilson (1942–2025[6]) śpiew, instrumenty klawiszowe, gitara, gitara basowa (na płytach – 1961–1996; na koncertach – 1961–1965 i na niektórych ważniejszych koncertach później)
- Mike Love (ur. 1941) śpiew, saksofon (od 1961)
- Carl Wilson (1946–1998) śpiew, instrumenty klawiszowe, gitara (1961–1998)
- Dennis Wilson (1944–1983) śpiew, perkusja (1961–1983)
- Al Jardine (ur. 1942) śpiew, gitara (1961–1998 z krótką przerwą w 1962)
- Bruce Johnston (ur. 1942) śpiew, gitara basowa, instrumenty klawiszowe (1965–1971, od 1979)
- Ricky Fataar perkusja (1972–1974)
- Blondie Chaplin śpiew, gitara, gitara basowa (1972–1974)
- David Marks śpiew (1962, 1998–2000)
- Glenn Campbell śpiew, gitara, gitara basowa (1965)
- John Stamos śpiew, perkusja (sporadycznie w latach 1988–1992)

## Dyskografia
- Surfin’ Safari (1962)
- Surfin’ USA (1963)
- Surfer Girl (1963)
- Little Deuce Coupe (1963)
- Shut Down Volume 2 (1964)
- All Summer Long (1964)
- The Beach Boys' Christmas Album (1964)
- The Beach Boys Today! (1965)
- Summer Days (And Summer Nights!!) (1965)
- Beach Boys' Party! (1965)
- Pet Sounds (1966)
- Smiley Smile (1967)
- Wild Honey (1967)
- Friends (1968)
- 20/20 (1969)
- Sunflower (1970)
- Surf’s Up (1971)
- Carl and the Passions – So Tough (1972)
- Holland (1973)
- 15 Big Ones (1976)
- Love You (1977)
- M.I.U. Album (1978)
- L.A. (Light Album) (1979)
- Keepin' the Summer Alive (1980)
- The Beach Boys (1985)
- Still Cruisin' (1989)
- Summer in Paradise (1992)
- Stars and Stripes Vol. 1 (1996)
- The Smile Sessions (SMiLE)[7] (2011)
- That’s Why God Made the Radio (2012)

### Albumy koncertowe
- Beach Boys Concert (1964)
- Live in London (1970)
- The Beach Boys in Concert (1973)
- Good Timin': Live at Knebworth England 1980 (2002)

### Single
| Data wydania | Tytuł                                                            | Wytwórnia           | Pozycja | Pozycja | Pozycja | RIAA            |
| Data wydania | Tytuł                                                            | Wytwórnia           | US Pop  | US AC   | WB      | RIAA            |
| ------------ | ---------------------------------------------------------------- | ------------------- | ------- | ------- | ------- | --------------- |
| 1961         | „Surfin'”/„Luau”                                                 | Candix Records      | 75      |         |         |                 |
| 1962         | „Surfin’ Safari”/ (A-Side)                                       | Capitol Records     | 14      |         |         |                 |
| 1962         | → "409” (B-Side)                                                 | Capitol Records     | 76      |         |         |                 |
| 1962         | „Ten Little Indians”/„County Fair”                               | Capitol Records     | 49      |         |         |                 |
| 1963         | "Surfin’ USA”/(A-Side)                                           | Capitol Records     | 3       |         | 34      |                 |
| 1963         | → „Shut Down” (B-Side)                                           | Capitol Records     | 23      |         |         |                 |
| 1963         | „Surfer Girl”/ (A-Side)                                          | Capitol Records     | 7       |         |         |                 |
| 1963         | → „Little Deuce Coupe” (B-Side)                                  | Capitol Records     | 15      |         |         |                 |
| 1963         | „Be True to Your School”/ (A-Side)                               | Capitol Records     | 6       |         |         |                 |
| 1963         | → „In My Room” (B-Side)                                          | Capitol Records     | 23      |         |         |                 |
| 1963         | „Little Saint Nick”/„The Lord’s Prayer”                          | Capitol Records     | 3       |         |         |                 |
| 1964         | „Fun, Fun, Fun”/„Why Do Fools Fall in Love”                      | Capitol Records     | 5       |         |         |                 |
| 1964         | „I Get Around”/(A-Side)                                          | Capitol Records     | 1       |         | 7       | Złota płyta     |
| 1964         | → „Don’t Worry Baby” (B-Side)                                    | Capitol Records     | 24      |         |         |                 |
| 1964         | „When I Grow Up (To Be a Man)”/„She Knows Me Too Well”           | Capitol Records     | 9       |         | 27      |                 |
| 1964         | "Dance, Dance, Dance”/(A-Side)                                   | Capitol Records     | 8       |         | 24      |                 |
| 1964         | → „The Warmth of the Sun”(B-Side)                                | Capitol Records     |         |         |         |                 |
| 1964         | „The Man with All the Toys”/„Blue Christmas”                     | Capitol Records     | 3       |         |         |                 |
| 1965         | „Do You Wanna Dance?”/(A-Side)                                   | Capitol Records     | 12      |         |         |                 |
| 1965         | → „Please Let Me Wonder”(B-Side)                                 | Capitol Records     | 52      |         |         |                 |
| 1965         | „Help Me, Rhonda”/„Kiss Me, Baby”                                | Capitol Records     | 1       |         | 27      |                 |
| 1965         | „California Girls”/(A-Side)                                      | Capitol Records     | 3       |         | 26      |                 |
| 1965         | → „Let Him Run Wild”(B-Side)                                     | Capitol Records     |         |         |         |                 |
| 1965         | „The Little Girl I Once Knew”/„There’s No Other (Like My Baby)”  | Capitol Records     | 20      |         |         |                 |
| 1965         | „Barbara Ann”/(A-Side)                                           | Capitol Records     | 2       |         | 3       |                 |
| 1965         | → „Girl Don’t Tell Me”(B-Side)                                   | Capitol Records     |         |         |         |                 |
| 1966         | „Caroline No”/„Summer Means New Love” (A „Brian Wilson” single)  | Capitol Records     | 32      |         |         |                 |
| 1966         | „Sloop John B”/(A-Side)                                          | Capitol Records     | 3       |         | 2       |                 |
| 1966         | → „You're So Good to Me”(B-Side)                                 | Capitol Records     |         |         |         |                 |
| 1966         | „Wouldn't It Be Nice”/(A-Side)                                   | Capitol Records     | 8       |         | 2       |                 |
| 1966         | → „God Only Knows”(B-Side)                                       | Capitol Records     | 39      |         | 2       |                 |
| 1966         | „Good Vibrations”/„Let’s Go Away For Awhile”                     | Capitol Records     | 1       |         | 1       | Złota płyta     |
| 1967         | „Then I Kissed Her”/„Mountain of Love”                           | Capitol Records     |         |         | 5       |                 |
| 1967         | „Heroes and Villains”/„You’re Welcome”                           | Brother Records     | 12      |         | 8       |                 |
| 1967         | „Gettin' Hungry”/„Devoted to You”                                | Brother Records     |         |         |         |                 |
| 1967         | „Wild Honey”/„Wind Chimes”                                       | Capitol Records     | 31      |         | 29      |                 |
| 1967         | „Darlin'”/„Here Today”                                           | Capitol Records     | 19      |         | 11      |                 |
| 1968         | "Friends”/„Little Bird”                                          | Capitol Records     | 47      |         | 25      |                 |
| 1968         | „Do It Again”/„Wake the World”                                   | Capitol Records     | 20      |         | 1       |                 |
| 1968         | „Bluebirds over the Mountain”/„Never Learn Not to Love”          | Capitol Records     | 61      |         | 33      |                 |
| 1969         | „I Can Hear Music”/„All I Want to Do”                            | Capitol Records     | 24      |         | 10      |                 |
| 1969         | „Break Away”/„Celebrate the News”                                | Capitol Records     | 63      |         | 6       |                 |
| 1970         | „Add Some Music to Your Day”/„Susie Cincinnati”                  | Brother Records     | 64      |         |         |                 |
| 1970         | „Cotton Fields”/„The Nearest Faraway Place”                      | Capitol Records     | 103     |         | 5       |                 |
| 1970         | „Slip On Through”/„This Whole World”                             | Brother Records     |         |         |         |                 |
| 1970         | "Tears in the Morning"/"It’s About Time”                         | Brother Records     |         |         |         |                 |
| 1971         | "Cool, Cool Water"/"Forever”                                     | Brother Records     |         |         |         |                 |
| 1971         | "Wouldn't It Be Nice" (live)/"The Times They Are a-Changin’”     | Ode Records         |         |         |         |                 |
| 1971         | „Long Promised Road”/„Deirdre”                                   | Brother Records     |         |         |         |                 |
| 1971         | „Long Promised Road”/„'Til I Die”                                | Brother Records     | 89      |         |         |                 |
| 1971         | „Surf’s Up”/„Don’t Go Near the Water”                            | Brother Records     |         |         |         |                 |
| 1972         | „You Need a Mess of Help to Stand Alone”/„Cuddle Up”             | Brother Records     |         |         |         |                 |
| 1972         | „Marcella”/„Hold On Dear Brother”                                | Brother Records     | 110     |         |         |                 |
| 1973         | „Sail On, Sailor”/„Only with You”                                | Brother Records     | 79      |         |         |                 |
| 1973         | „California Saga: California”/„Funky Pretty”                     | Brother Records     | 84      |         | 37      |                 |
| 1974         | „Surfin’ USA”                                                    | Capitol Records     | 36      |         |         |                 |
| 1974         | „Child of Winter”/„Susie Cincinnati”                             | Brother Records     |         |         |         |                 |
| 1975         | „Sail On, Sailor”/„Only with You”                                | Brother Records     | 49      |         |         |                 |
| 1976         | „Rock And Roll Music”/„TM Song”                                  | Brother Records     | 5       |         | 36      |                 |
| 1976         | „It's O.K.”/„Had to Phone Ya”                                    | Brother Records     | 29      | 33      |         |                 |
| 1976         | „Everyone’s in Love with You”/„Susie Cincinnati”                 | Brother Records     |         |         |         |                 |
| 1977         | "Honkin' Down the Highway"/"Solar System”                        | Brother Records     |         |         |         |                 |
| 1978         | „Peggy Sue”/„Hey, Little Tomboy”                                 | Brother Records     | 59      | 46      |         |                 |
| 1979         | "Here Comes the Night"/"Baby Blue”                               | Caribou Records     | 44      |         | 37      |                 |
| 1979         | „Good Timin'”/„Love Surrounds Me”                                | Caribou Records     | 40      | 12      |         |                 |
| 1979         | „Lady Lynda”/„Full Sail”                                         | Caribou Records     |         | 39      | 7       |                 |
| 1979         | „It’s A Beautiful Day”/„Sumahama”                                | Caribou Records     |         |         | 45      |                 |
| 1980         | „Goin' On”/„Endless Harmony”                                     | Caribou Records     | 83      |         |         |                 |
| 1980         | „Livin' with a Heartache”/„Santa Ana Winds”                      | Caribou Records     |         |         |         |                 |
| 1981         | „The Beach Boys Medley”                                          | Caribou Records     | 12      | 20      |         |                 |
| 1981         | „Come Go with Me”/„Don’t Go Near the Water”                      | Caribou Records     | 18      | 11      |         |                 |
| 1985         | „Getcha Back”/„Male Ego”                                         | Caribou Records     | 26      | 2       |         |                 |
| 1985         | „It's Gettin' Late”/„It’s O.K.”                                  | Caribou Records     | 82      | 20      |         |                 |
| 1985         | „She Believes in Love Again”/„It's Just a Matter of Time”        | Caribou Records     |         | 26      |         |                 |
| 1986         | „Rock ’n’ Roll to the Rescue”/„Good Vibrations” (Live in London) | Capitol Records     | 68      |         |         |                 |
| 1986         | „California Dreamin’”/„Lady Liberty”                             | Capitol Records     | 57      | 8       |         |                 |
| 1987         | „Happy Endings” (with Little Richard) /„California Girls”        | Critique Records    |         | 45      |         |                 |
| 1988         | "Kokomo”/„Tutti Frutti” (featuring Little Richard)               | Elektra Records     | 1       | 5       | 25      | Platynowa płyta |
| 1989         | "Still Cruisin'"/"Kokomo”                                        | Capitol Records     | 93      | 9       |         |                 |
| 1990         | "Somewhere Near Japan"/"Kokomo”                                  | Capitol Records     |         |         |         |                 |
| 1990         | „Wouldn't It Be Nice”/„The Beach Boys Medley”                    | Capitol Records     |         |         | 58      |                 |
| 1990         | „Problem Child”/„Tutti Frutti” (featuring Little Richard)        | RCA Records         |         | 38      |         |                 |
| 1992         | „Hot Fun in the Summertime”/„Summer of Love”                     | Brother Records     |         | 17      |         |                 |
| 1996         | „I Can Hear Music” (featuring Kathy Troccoli)                    | River North Records |         | 16      |         |                 |

### Kompilacje
- Best of The Beach Boys (1966)
- Best of The Beach Boys Vol. 2 (1967)
- Best of The Beach Boys Vol. 3 (1968)
- Stack-O-Tracks (1968)
- Endless Summer (1974)
- Spirit of America (1975)
- Good Vibrations – Best of The Beach Boys (1975)
- Ten Years of Harmony (1981)
- Sunshine Dream (1982)
- Made in U.S.A.
- Good Vibrations: Thirty Years of The Beach Boys (1993)
- The Pet Sounds Sessions (1997)
- Endless Harmony Soundtrack (1998)
- Ultimate Christmas (1998)
- The Capitol Years (1999)
- The Greatest Hits – Volume 1: 20 Good Vibrations (1999)
- The Greatest Hits – Volume 2: 20 More Good Vibrations (1999)
- Greatest Hits Volume Three: Best of the Brother Years 1970-1986 (2000)
- Hawthorne, CA (2001)
- The Very Best of The Beach Boys (2001)
- Classics Selected by Brian Wilson (2002)
- Sounds of Summer: The Very Best of The Beach Boys (2003)
- The Warmth of the Sun (2007)